# Leichenhalle (Am Emmeramsberg)

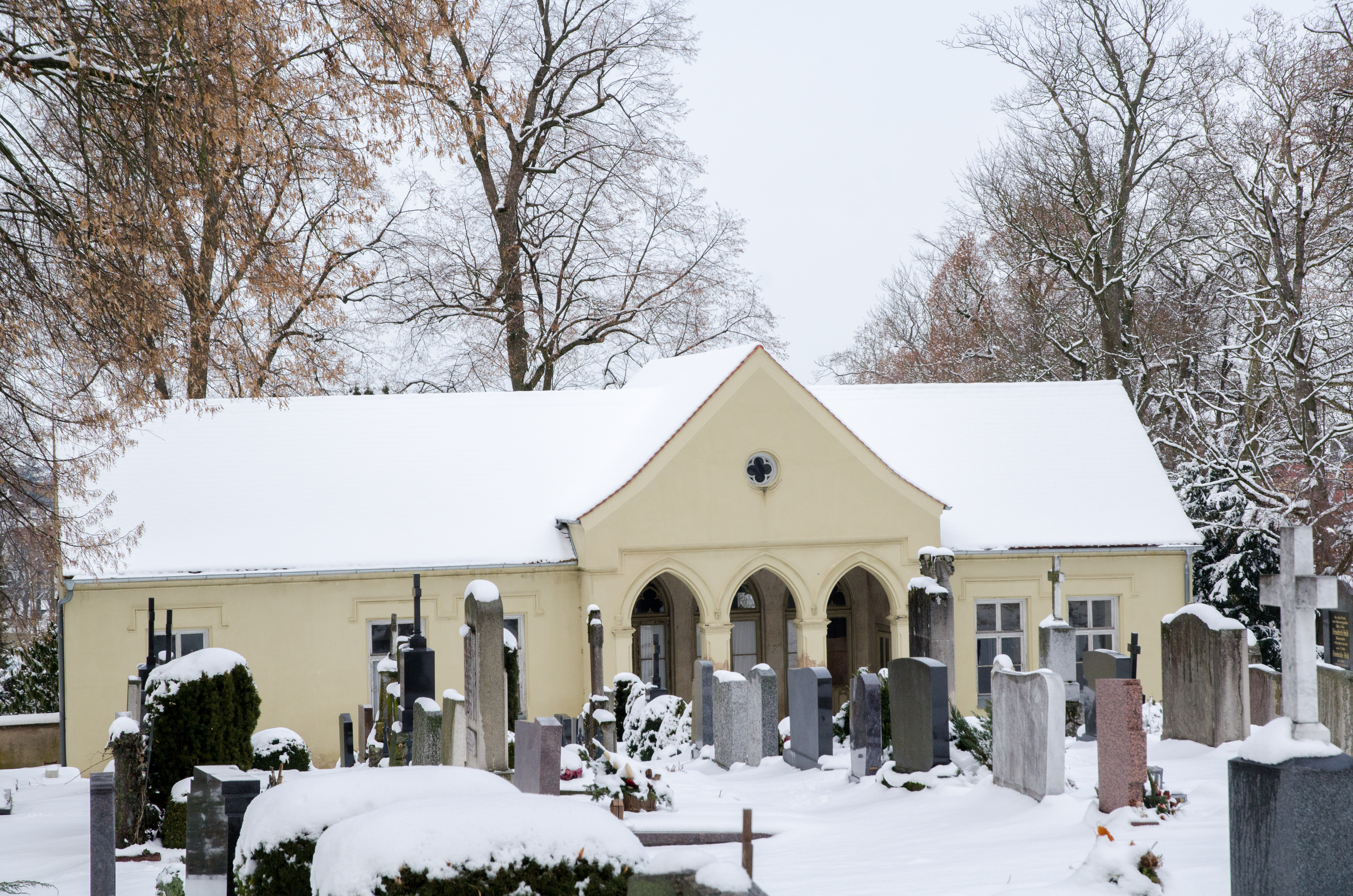
Leichenhalle am Emmeramsberg in Nördlingen

Die Leichenhalle am Emmeramsberg in Nördlingen, einer Stadt im schwäbischen Landkreis Donau-Ries in Bayern, wurde 1871 errichtet. Die Leichenhalle mit der Adresse Am Emmeramsberg 2 ist ein geschütztes Baudenkmal.
Der neugotische erdgeschossige Satteldachbau mit Mittelrisalit hat eine offene Vorhalle mit Spitzbogenöffnungen.
Im Jahr 1907 wurde die Leichenhalle vom städtischen Baurat Max Gaab erweitert.